# Siccia fasciata
Siccia fasciata är en fjärilsart som beskrevs av Rothschild 1913. Siccia fasciata ingår i släktet Siccia och familjen björnspinnare. Inga underarter finns listade i Catalogue of Life.